# Шталбергс, Артурс
Артурс Шталбергс (латыш. Artūrs Štālbergs;род. 15 октября 1984, Лиепая, Латвийская ССР, СССР) — латвийский профессиональный баскетболист и тренер, игравший на позиции лёгкого форварда.

## Игровая карьера
Шталбергс начал баскетбольную карьеру в своем родном городе Лиепая. В 2003 году он переехал в США, где играл в командах колледжа. В 2007 закончил университетский этап карьеры в 2007 году в команде университета Эвансвилла.
Профессиональную карьеру игрока начал в «Лиепаяс Лаувас», в котором играл с 2007 по 2009 годы. Особенно удачным был для Артура сезон 2008/2009, в котором в чемпионате Латвии в среднем за 30 минут на площадке он набирал 13,9 очков и делал 4,8 подбора и 2.4 передачи. Ещё лучше его статистика была в Балтийской лиге, где Артурс забивал в среднем 14,8 очка, делал 5,4 подборов и 3 передачи. Такой удачный сезон дал о себе знать – Артура впервые вызвали в национальную сборную Латвии, где Шталбергс провел 15 матчей в её составе включая чемпионат Европы-2009. Ранее Артурс регулярно защищал цвета латвийской сборной разных возрастов.
В течение сезона 2009/2010 перешёл в клуб ВЭФ. В сентябре 2010 года решил закончить карьеру игрока, чтобы заняться тренерской карьерой.

## Карьера тренера
Шталбергс начал тренировать в 2010 году, став помощником главного тренера в клубе «Лиепаяс Лаувас». В 2012 году Артурс стал ассистентом тренера в украинском клубе «Николаев».
Также, Шталбергс был главным тренером молодёжной сборной Латвии, которую вывел в финал чемпионата Европы среди юношей до 20 лет в 2013 году.
В 2013 году был признан лучшим баскетбольным тренером Латвии.
В начале 2014 года покинул Украину из-за нестабильной политической ситуации и вошёл в тренерский штаб клуба «Валмиера».
В июле 2014 года был приглашён в качестве помощника тренера в «Нижний Новгород», который проводил дебютный сезон в Евролиге.
В мае 2016 года стал главным тренером «Нижнего Новгорода», подписав контракт на один сезон. Под руководством Шталбергса нижегородская команда не вышла в плей-офф Единой лиги ВТБ, а в Еврокубке дошла до стадии ТОП-16. По окончании сезона Артурс покинул клуб.
В июле 2017 года Шталбергс возглавил «Литкабелис», но в декабре покинул литовский клуб.
В мае 2018 года стал главным тренером «Лиепаи».
В июне 2019 года Шталбергс был назначен генеральным менеджером сборной Латвии.

## Личная жизнь
В семье Артурса Шталбергса и его жены Кристины есть две дочери — Шарлота и Каролина и сын Артурс.

## Достижения
- Серебряный призёр чемпионата Европы (до 20 лет): 2013

## Статистика в NCAA
| Сезон | Команда   | Conf  | Class | GP | GS | MPG  | FG%  | 3P%  | FT%  | RPG | APG | SPG | BPG | PPG |
| --- | --------- | ----- | ----- | -- | -- | ---- | ---- | ---- | ---- | --- | --- | --- | --- | --- |
| 2005/06 | Эвансвилл | MVC   | JR    | 29 | 1  | 15,9 | 34,4 | 20,5 | 68,6 | 2,8 | 0,7 | 0,6 | 0,0 | 3,3 |
| 2006/07 | Эвансвилл | MVC   | SR    | 31 | 1  | 15,8 | 51,5 | 42,0 | 82,8 | 2,4 | 0,8 | 0,4 | 0,0 | 4,7 |
| Всего | Всего     | Всего | Всего | 60 | 2  | 15,8 | 43,2 | 32,6 | 75,0 | 2,6 | 0,7 | 0,5 | 0,0 | 4,1 |
| Наведите курсор мыши на аббревиатуры в заголовке таблицы, чтобы прочесть их расшифровку Статистика приведена с сайта sports-reference.com |           |       |       |    |    |      |      |      |      |     |     |     |     |     |